# タイ・ライオン・エア
タイ・ライオン・エア （タイ語:ไทยไลอ้อนแอร์, 英語:Thai Lion Air）は、タイの格安航空会社である。

## 概要

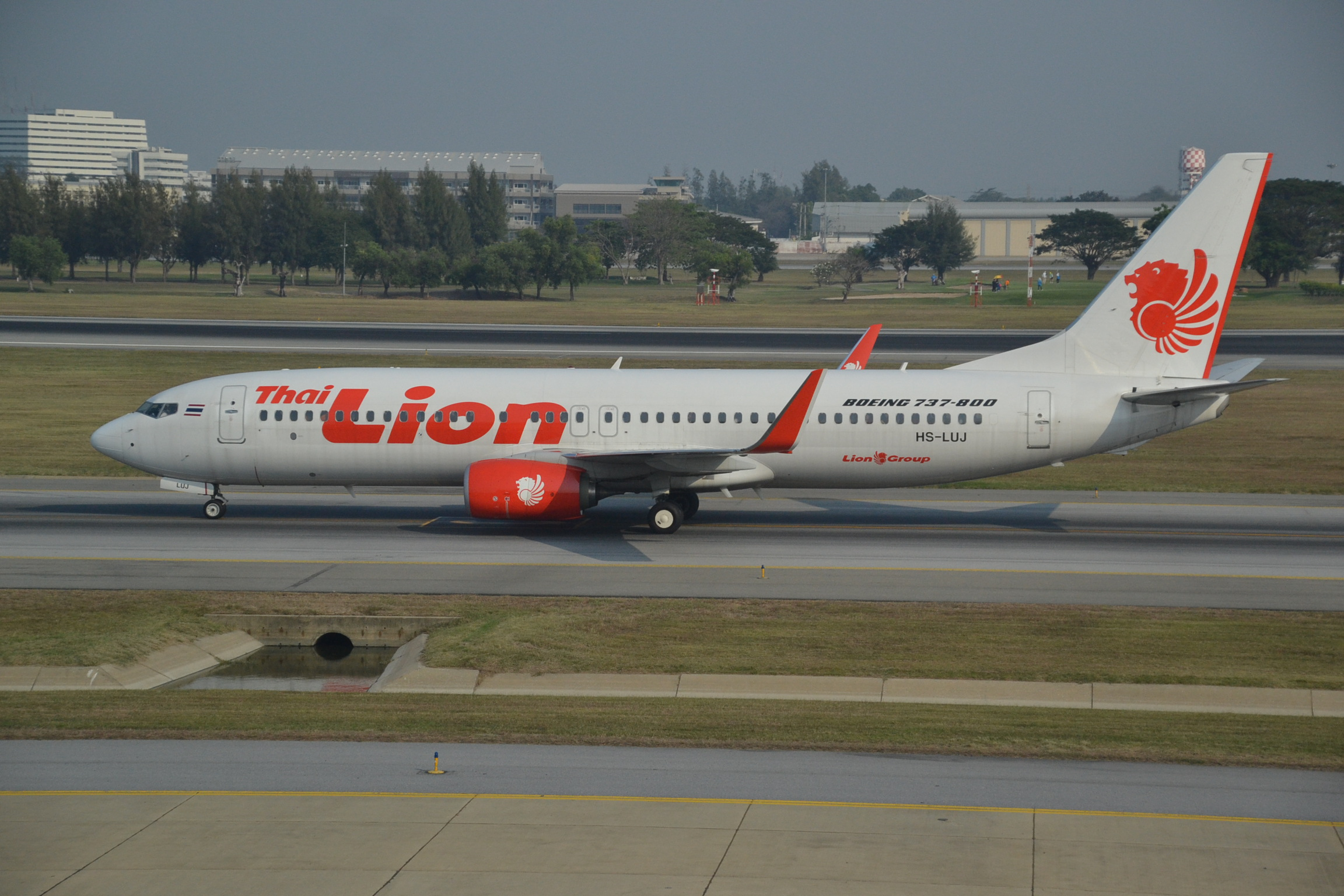
ボーイング737-800

インドネシアのライオン・エアとの合弁により設立され、2013年12月4日にバンコク/ドンムアン- チェンマイ間に就航した。2015年8月15日には、初の国際線となるバンコク/ドンムアン-シンガポール線に就航した。

## 就航地
| 国           | 就航地 |
| ------------ | --- |
| タイ         | バンコク/ドンムアン、チェンマイ、チェンライ、ハートヤイ、コーンケーン、クラビ、ナコーンシータンマラート、ピッサヌローク、プーケット、スラートターニ、トラン、ウボンラーチャターニー、ウドーンターニー、ウタパオ |
| 中国         | 長沙、常州、成都天府、広州、海口、杭州、合肥、済南、南昌、寧波、上海浦東、深圳、天津(2025年10月27日より運航再開予定)、西安、揚州、鄭州、重慶(2025年10月26日より運航再開予定)                                    |
| マカオ       | マカオ |
| 香港         | 香港 |
| ベトナム     | ホーチミン |
| マレーシア   | ペナン |
| シンガポール | シンガポール |
| インドネシア | ジャカルタ、スラバヤ |
| インド       | ベンガルール、コーチン、ムンバイ、アムリトサル、チェンナイ、コルカタ |
| ネパール     | カトマンズ |
| 台湾         | 台北/桃園、高雄 |
| 日本         | 東京/成田、 名古屋/中部、 那覇、札幌/新千歳(2025年12月1日より運航開始予定) |

2025年8月現在

## 日本との関係

### 日本への運航路線
日本への直行便は運航しておらず、台湾の台北、もしくは高雄を経由して運航している。なお、かつては直行便も運航していた。
| 便名      | 路線                | 路線          | 路線        | 機材                                    | 備考                          |
| --------- | ------------------- | ------------- | ----------- | --------------------------------------- | ----------------------------- |
| SL394/395 | バンコク/ドンムアン | 台北/桃園経由 | 東京/成田   | - ボーイング737-800 - ボーイング737-900 |                               |
| SL398/399 | バンコク/ドンムアン | 台北/桃園経由 | 中部        | - ボーイング737-800 - ボーイング737-900 |                               |
| SL390/391 | バンコク/ドンムアン | 高雄経由      | 那覇        | ボーイング737-900                       |                               |
| SL392/393 | バンコク/ドンムアン | 高雄経由      | 札幌/新千歳 | ボーイング737-900                       | 2025年12月1日より運航開始予定 |

### 日本との歴史
- 2018年12月7日から、成田-バンコク/ドンムアン線に就航。
- 2019年2月15日、福岡-バンコク/ドンムアン線に就航[2]。
- 2019年3月8日より、名古屋/中部-バンコク/ドンムアン線を運航開始[3]。
- 2019年3月28日から、関西-バンコク/ドンムアン線に就航[4]。
- 2023年9月16日から、成田-台北/桃園-バンコク/ドンムアン線に就航[5]。
- 2025年1月21日より、那覇-高雄-バンコク/ドンムアン線を開設[6]。
- 2025年3月31日から、名古屋/中部-台北/桃園-バンコク/ドンムアン線を運航開始[7]。
- 2025年12月1日から、札幌/新千歳-高雄-バンコク/ドンムアン線を運航開始予定[8]。

## 機材

### 現在の保有機材
| 機種              | 保有数 | 座席数 |
| ----------------- | ------ | ------ |
| ボーイング737-800 | 20     | 189    |
| ボーイング737-900 | 8      | 215    |
| 合計              | 28     |        |

### 過去の保有機材
| 機種               | 導入数 | 運用期間  |        |
| ------------------ | ------ | --------- | ------ |
| エアバスA330-300   | 3      | 2017-2020 |        |
| エアバスA330-900   | 4      | 2019-2022 |        |
| ATR72              | 1      | 2014      | [ 12 ] |
| ボーイング737MAX-9 | 3      | 2018-2024 | [ 13 ] |

一部の機材は、グループ会社に移管し、引き続き使用されている。

## サービス
2019年1月14日までの予約では、預け手荷物は国内線で10kgまで、国際線で20kgまで無料であった。2019年1月15日以降の予約では、預け手荷物が有料化された。
2020年まで使われていたエアバスA330-300型機では、プレミアム・エコノミー席(Lion Comfort Seat)があり、優先チェックイン、優先搭乗、機内食無料、手荷物優先受け取りなどのサービスが受けられた。エコノミー席でも、各座席にモニターが設置され、映画、ビデオ（タイ語、英語）などが楽しめた。